# Фредерик Бастиа
Клод Фредерѝк Бастиа̀ (на френски: Claude Frédéric Bastiat) е френски политически философ и публицист, един от теоретиците на либерализма.

## Биография
Роден е на 30 юни 1801 г. в Байон, Аквитания. През 1810 г. остава сирак и е отгледан от родителите на баща си. През 1818 г. напуска училище и се включва в международната търговска дейност, с която се занимава семейството му. Според съвременните изследователи, този период е важен за формирането на неговите политически възгледи. Томас ДиЛоренцо предполага, че опитът му в износната дейност го запознава от първа ръка с резултата от търговските ограничения. Шелдън Ричман отбелязва, че „той израства по време на Наполеоновите войни с тяхната значителна държавна намеса в стопанската дейност“.
През 1826 г. дядото на Бастиа умира, оставяйки му семейното имущество. Това дава възможност на Бастиа да посвети времето си на своите теоретични изследвания. Интересите му са разнообразни, като включват философия, история, политика, религия, пътуване, поезия, политическа икономия, биография.
Обществената дейност на Фредерик Бастиа започва едва през 1844 г., само 6 години преди смъртта му. През 1845 той публикува книгата „Икономически софизми“. Тя съдържа сатиричната „Петиция на производителите на свещи за забрана на Слънцето“, често цитирана и до днес от противниците на протекционизма. През 1846 г. основава Асоциацията за свободна търговия, която започва да издава свой вестник – „Льо Либър Ешанж“.
Фредерик Бастиа е противник на получилия популярност след Февруарската революция социализъм. Той на два пъти е избиран в парламента (1848 и 1849). През 1849 г. той издава есето „Законът“, в което излага своите възгледи за отношенията между обществото и държавата.
По време на своите обиколки из Франция, целящи да пропагандират либералните идеи, Фредерик Бастиа заболява от туберкулоза. Той умира на 24 декември 1850 г. в Рим, като обявява за свой духовен наследник приятеля си Гюстав дьо Молинари.